# Smiltshoaivi
Smiltshoaivi är en kulle i Finland. Den ligger i Utsjoki kommun i landskapet Lappland, i den norra delen av landet, 1 100 km norr om huvudstaden Helsingfors. Toppen på Smiltshoaivi är 380 meter över havet. Smiltshoaivi ingår i Paistunturit.
Terrängen runt Smiltshoaivi är platt åt sydost, men åt nordväst är den kuperad. Trakten runt Smiltshoaivi är nära nog obefolkad, med mindre än två invånare per kvadratkilometer. Omgivningarna runt Smiltshoaivi är i huvudsak ett öppet busklandskap.